# قرار مجلس الأمن التابع للأمم المتحدة رقم 1931
قرار مجلس الأمن التابع للأمم المتحدة رقم 1931، الذي تم تبنيه بالإجماع في 29 يونيو 2010، بعد التذكير بالقرارات 827 (1993)، 1581 (2005)، 1597 (2005)، 1613 (2005)، 1629 (2005)، 1660 (2006)، 1668 ( 2006) و1800 (2008) و1837 (2008) و1849 (2008) و1877 (2009) و1900 (2009) و1915 (2010)، أشار المجلس إلى أن هدف 2010 لإنجاز المحاكمات في المحكمة الجنائية الدولية في يوغوسلافيا السابقة لم يتم الوفاء به، وبالتالي مدد فترة ولاية 23 قاضياً في المحكمة الجنائية الدولية ليوغوسلافيا السابقة.

## القرار

### أعمال
بموجب الفصل السابع من ميثاق الأمم المتحدة، أكد المجلس من جديد ضرورة محاكمة أولئك الذين وجهت إليهم المحكمة الجنائية الدولية ليوغوسلافيا السابقة لوائح اتهام ودعا إلى التعاون الكامل من جميع الدول، ولا سيما تلك الموجودة في يوغوسلافيا السابقة، فيما يتعلق باعتقالات راتكو ملاديتش وغوران هادزيتش. كما أقر بضرورة تزويد المحكمة بما يكفي من الموظفين.
تم تمديد فترات عمل القضاة الدائمين التالية أسماؤهم حتى 31 ديسمبر 2012 أو حتى الانتهاء من قضاياهم أو فترات عملهم في دائرة الاستئناف:
- كارمل أجيوس (مالطا)
- ليو داكون (الصين)
- ثيودور ميرون (الولايات المتحدة)
- فاوستو بوكار (إيطاليا)
- باتريك روبنسون (جامايكا)

تم تمديد فترات عمل القضاة الدائمين التالية أسماؤهم حتى 31 ديسمبر 2011 أو حتى الانتهاء من قضاياهم:
- جان كلود أنتونيتي (فرنسا)
- غي دلفوا (بلجيكا)
- بورتون هول (جزر البهاما)
- كريستوف فلوج (ألمانيا)
- أو-غون كوون (كوريا الجنوبية)
- باكوني جاستيس مولوتو (جنوب أفريقيا)
- هوارد موريسون (المملكة المتحدة)
- ألفونس أوري (هولندا)

تم تمديد فترات عمل القضاة المخصصين التالية أسماؤهم حتى 31 ديسمبر 2011 أو حتى الانتهاء من قضاياهم:
- ملفيل بيرد (ترينيداد وتوباغو)
- بيدرو ديفيد (الأرجنتين)
- إليزابيث غوانزا (زمبابوي)
- فريدريك هارهوف (الدنمارك)
- فلافيا لاتانزي (إيطاليا)
- أنطوان كيسيا مبي ميندوا (جمهورية الكونغو الديمقراطية)
- بريسكا ماتيمبا نيامبي (زامبيا)
- ميشيل بيكار (فرنسا)
- أرباد براندلر (هنغاريا)
- ستيفان ترشسل (سويسرا)

وسيسمح للقضاة المخصصين، باستثناء بريسكا ماتيمبا نيامبي، بالبقاء بعد الفترة التراكمية المنصوص عليها في النظام الأساسي للمحكمة الجنائية الدولية ليوغوسلافيا السابقة. أخيرًا، أعلن مجلس الأمن عزمه على تمديد فترة عمل القضاة بحلول 30 يونيو 2011، اعتمادًا على جدول أعمال المحكمة.